# Thibaudia spathulata
Thibaudia spathulata är en ljungväxtart som beskrevs av A. C. Smith. Thibaudia spathulata ingår i släktet Thibaudia och familjen ljungväxter. Inga underarter finns listade i Catalogue of Life.